# Jonas (Moskau)

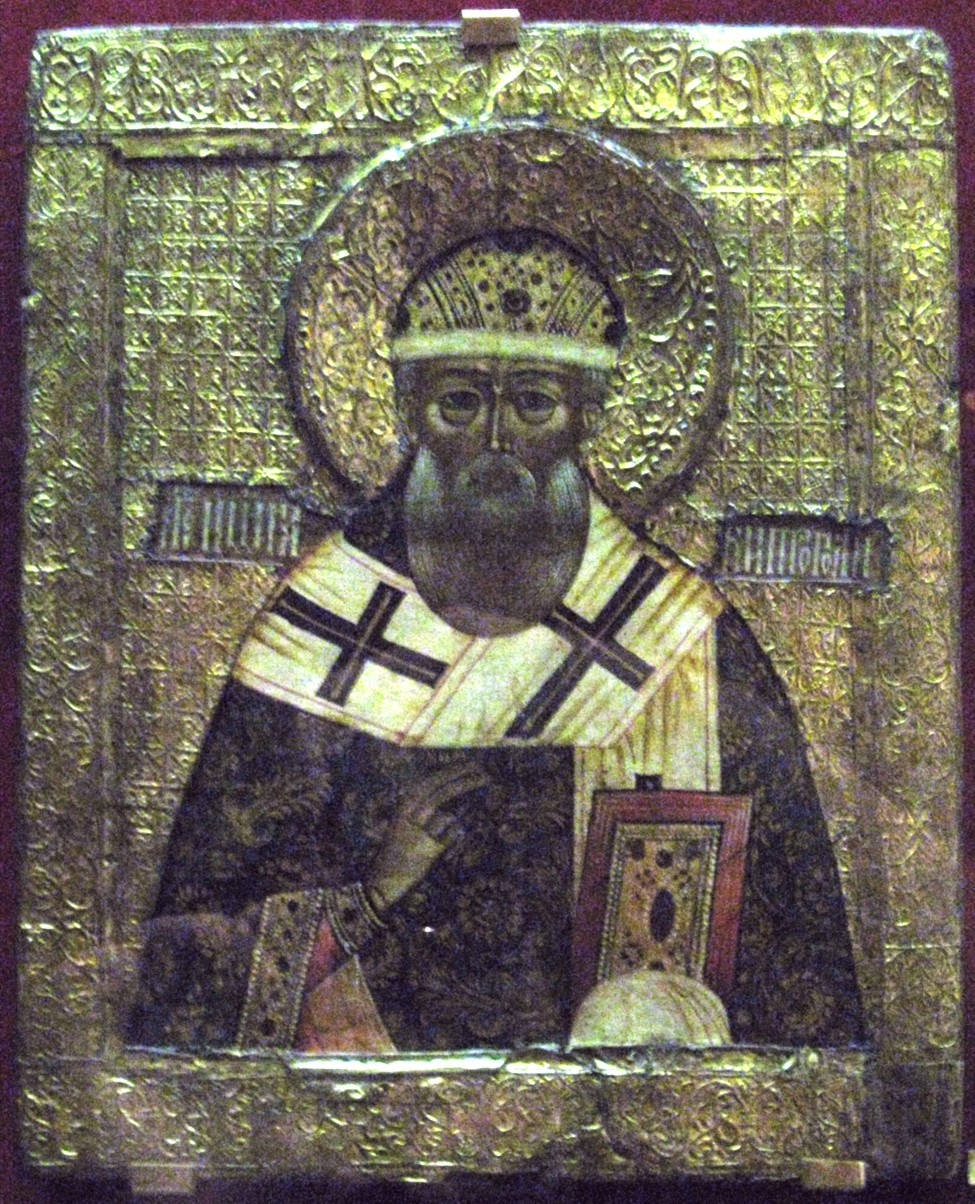
Jonas von Moskau

Der heilige Jonas oder Jona (russisch Иона, Jona; † um 1461) war der Metropolit von Kiew und der ganzen Rus von 1448 bis zu seinem Tod 1461. Wie seine unmittelbaren Vorgänger residierte er dauerhaft in Moskau. Er war der letzte russisch orthodoxe Primas in Moskau, der den traditionellen Titel mit Bezug auf Kiew führte, und der erste Metropolit in Moskau, der ohne die Zustimmung des Ökumenischen Patriarchen von Konstantinopel ernannt wurde, wie es bis dahin die Regel gewesen war.

## Leben
Seit den späten 1420ern hatte Jonas im Simonow-Kloster in Moskau gelebt und war ein Freund von Metropolit Photius, der ihn zum Bischof von Rjasan und Murom machte. Nach Photius’ Tod 1431 ernannte Großfürst Wassili II. Jonas zum Metropoliten, aber der unierte Patriarch Joseph II. wählte Isidor von Kiew als Metropoliten von Kiew und der ganzen Rus.
Nachdem Isidor von Wassili II. und seinen Bischöfen in Moskau 1441 verurteilt und abgesetzt worden war, weil er versucht hatte, die Entscheidung vom Konzil von Florenz-Ferrara zur Union der Ostkirchen mit der Westkirche unter Führung des Papstes durchzusetzen, blieb der Sitz des Metropoliten sieben Jahre lang vakant.
Jonas wurde von den Bischöfen der Moskau-Rus-Metropolie am 15. Dezember 1448 ohne die Zustimmung des Patriarchen von Konstantinopel gewählt. Die fehlende Zustimmung war zunächst nicht geplant, wurde aber zum Anfang der de facto Unabhängigkeit (Autokephalie) des nordöstlichen Teils (Moskau) der russischen Kirche.
Er kämpfte einen aussichtslosen Kampf, um den Verlust seiner südwestlichen Provinz aufzuhalten, aber 1458 ernannte der unierte Patriarch Gregor III. Mammas von Konstantinopel den unierten Bischof Gregor den Bulgaren (Грыгорый Балгарын) zum Metropolit der neu gegründeten unierten Metropolitie Kiew. Der Patriarch gab dem neuen Metropoliten den Titel Metropolit von Kiew, Galicia und der ganzen Rus. Die polnisch-litauischen Herrscher, denen die Domäne Kiew damals unterstand, unterstützten Gregor.
Jonas starb am 31. März 1461 und wurde in der Mariä-Entschlafens-Kathedrale im Kreml beigesetzt. Er wurde durch Makarij von Moskau beim Konzil von Moskau (Makaryev Sobors, Макарьевские соборы) 1547 kanonisiert.